# Prosopoeme
Prosopoeme is een kevergeslacht uit de familie van de boktorren (Cerambycidae). De wetenschappelijke naam van het geslacht werd voor het eerst geldig gepubliceerd in 1927 door Aurivillius.

## Soorten
Prosopoeme is monotypisch en omvat slechts de volgende soort:
- Prosopoeme nigripes Aurivillius, 1927